# Park Sun-im
Park Sun-im (박선임?, Bak Seon-imLR; Seul, 24 gennaio 1992) è un'attrice e modella sudcoreana.

## Filmografia

### Televisione
- Gonghang ganeun gil (공항 가는 길?) – serie TV (2016)
- Good Wife (굿 와이프?) - serie TV (2016)
- Chicago tajagi (시카고 타자기?) – serie TV (2017)
- Man to Man (맨투맨?, Maen tu MaenLR)  – serie TV (2017)
- Bravo My Life (브라보 마이 라이프?, Beurabo Mai LaipeuLR) – serie TV (2017-2018)
- Hymn of Death (사의 찬미?) – miniserie TV (2018)
- Item (아이템?, A-itemLR) – serie TV (2019)
- Big Issue (빅이슈?, Big isyuLR) – serie TV (2019)